# Luigi Augusto di Borbone-Francia (1700-1755)
Luigi Augusto di Borbone, principe di Dombes (Versailles, 4 marzo 1700 – Fontainebleau, 1º ottobre 1755), era uno dei nipoti di Luigi XIV di Francia e della sua favorita Françoise-Athénaïs di Montespan.

## Biografia
Era il quarto figlio di Luigi Augusto, duca del Maine, e di sua moglie, la principessa Luisa Benedetta di Borbone: ricevette alla nascita il titolo di principe di Dombes, in precedenza attribuito ad un fratello maggiore morto appena nato.
Diversamente da suo padre, il principe di Dombes dimostrò un'elevata capacità militare: servì sotto il principe Eugenio di Savoia nella campagna contro i Turchi nel 1717, nella Guerra di Successione Polacca (1733-1738) e nella Guerra di Successione Austriaca (1740-1748).
Alla morte in disgrazia del padre, nel 1736, ne ereditò le moltissime ricchezze e titoli, diventando inoltre capitano degli Svizzeri, governatore della Linguadoca, Gran cacciatore di Francia e conte d'Eu.
Circa 15 anni dopo divenne anche principe d'Anet e conte di Dreux, titoli ottenuti alla morte della madre. Frequentò poco la corte del cugino Luigi XV di Francia, preferendo rimanere nella sua residenza di campagna, il Castello di Anet, che continuò ad abbellire fino alla morte. Spesso invece andava al Castello d'Eu, sua riserva di caccia in estate.
Luigi Augusto rimase scapolo e senza figli: tra le possibili spose proposte ci furono le cugine Carlotta Aglae di Borbone-Orléans, figlia di Filippo II di Borbone-Orléans e Francesca Maria di Borbone-Francia (figlia di Luigi XIV e Madame de Montespan); Carlotta lo rifiutò per poi sposare Francesco III d'Este. Un'altra possibile candidata fu la cugina Luisa Anna di Borbone-Condé (1695-1768), figlia della zia paterna Luisa Francesca di Borbone e del cugino Luigi III di Borbone-Condé.
Luigi Augusto morì dopo un duello presso il Castello di Fontainebleau ed il suo fratello minore Luigi Carlo di Borbone-Francia, conte d'Eu, ne ereditò le sostanze.

## Ascendenza
|                                              |                                        |                                           | Genitori                                      |  |  | Nonni |  |  | Bisnonni              |  |  | Trisnonni            |  |
|                                              |                                        |                                           |                                               |  |  |       |  |  | Luigi XIII di Francia |  |  | Enrico IV di Francia |  |
|                                              |                                        |                                           |                                               |  |  |       |  |  | Luigi XIII di Francia |  |  | Enrico IV di Francia |  |
|                                              |                                        | Maria de' Medici                          |                                               |  |  |       |  |  | Luigi XIII di Francia |  |  |                      |  |
| Luigi XIV di Francia                         |                                        |                                           |                                               |  |  |       |  |  | Luigi XIII di Francia |  |  |                      |  |
|                                              |                                        | Anna d'Austria                            | Filippo III di Spagna                         |  |  |       |  |  |                       |  |  |                      |  |
|                                              |                                        | Anna d'Austria                            | Filippo III di Spagna                         |  |  |       |  |  |                       |  |  |                      |  |
|                                              |                                        | Anna d'Austria                            | Margherita d'Austria-Stiria                   |  |  |       |  |  |                       |  |  |                      |  |
| Luigi Augusto di Borbone, duc du Maine       |                                        | Anna d'Austria                            |                                               |  |  |       |  |  |                       |  |  |                      |  |
|                                              |                                        | Gabriel de Rochechouart, duc de Mortemart | Gaspard de Rochechouart, marquis of Mortemart |  |  |       |  |  |                       |  |  |                      |  |
|                                              |                                        | Gabriel de Rochechouart, duc de Mortemart | Gaspard de Rochechouart, marquis of Mortemart |  |  |       |  |  |                       |  |  |                      |  |
|                                              |                                        | Gabriel de Rochechouart, duc de Mortemart | Louise de Maure                               |  |  |       |  |  |                       |  |  |                      |  |
| Françoise-Athénaïs, marquise de Montespan    |                                        | Gabriel de Rochechouart, duc de Mortemart |                                               |  |  |       |  |  |                       |  |  |                      |  |
|                                              |                                        | Diane de Grandseigne                      | Jean de Grandseigne, marquis de Marsillac     |  |  |       |  |  |                       |  |  |                      |  |
|                                              |                                        | Diane de Grandseigne                      | Jean de Grandseigne, marquis de Marsillac     |  |  |       |  |  |                       |  |  |                      |  |
|                                              |                                        | Diane de Grandseigne                      | Catherine de La Béraudière, dame de Villenon  |  |  |       |  |  |                       |  |  |                      |  |
| Luigi Augusto di Borbone, principe di Dombes |                                        | Diane de Grandseigne                      |                                               |  |  |       |  |  |                       |  |  |                      |  |
|                                              | Luigi II di Borbone, Principe di Condé | Enrico II di Borbone, Principe di Condé   |                                               |  |  |       |  |  |                       |  |  |                      |  |
|                                              | Luigi II di Borbone, Principe di Condé | Enrico II di Borbone, Principe di Condé   |                                               |  |  |       |  |  |                       |  |  |                      |  |
|                                              | Luigi II di Borbone, Principe di Condé | Charlotte Marguerite de Montmorency       |                                               |  |  |       |  |  |                       |  |  |                      |  |
| Enrico Giulio di Borbone, Principe di Condé  | Luigi II di Borbone, Principe di Condé |                                           |                                               |  |  |       |  |  |                       |  |  |                      |  |
|                                              |                                        | Claire-Clémence de Maillé                 | Urbain de Maillé-Brézé                        |  |  |       |  |  |                       |  |  |                      |  |
|                                              |                                        | Claire-Clémence de Maillé                 | Urbain de Maillé-Brézé                        |  |  |       |  |  |                       |  |  |                      |  |
|                                              |                                        | Claire-Clémence de Maillé                 | Nicole du Plessis de Richelieu                |  |  |       |  |  |                       |  |  |                      |  |
| Luisa Benedetta di Borbone                   |                                        | Claire-Clémence de Maillé                 |                                               |  |  |       |  |  |                       |  |  |                      |  |
|                                              |                                        | Edoardo, Conte Palatino di Simmern        | Federico V, Elettore Palatino                 |  |  |       |  |  |                       |  |  |                      |  |
|                                              |                                        | Edoardo, Conte Palatino di Simmern        | Federico V, Elettore Palatino                 |  |  |       |  |  |                       |  |  |                      |  |
|                                              |                                        | Edoardo, Conte Palatino di Simmern        | Elisabetta Stuart                             |  |  |       |  |  |                       |  |  |                      |  |
| Contessa Palatina Anna di Simmern            |                                        | Edoardo, Conte Palatino di Simmern        |                                               |  |  |       |  |  |                       |  |  |                      |  |
|                                              |                                        | Anna Gonzaga                              | Carlo I di Gonzaga, Duca di Mantova           |  |  |       |  |  |                       |  |  |                      |  |
|                                              |                                        | Anna Gonzaga                              | Carlo I di Gonzaga, Duca di Mantova           |  |  |       |  |  |                       |  |  |                      |  |
|                                              |                                        | Anna Gonzaga                              | Caterina di Lorena                            |  |  |       |  |  |                       |  |  |                      |  |
|                                              |                                        | Anna Gonzaga                              |                                               |  |  |       |  |  |                       |  |  |                      |  |